# Henry Cavill
Henry William Dalgliesh Cavill (/ˈkævəl/; sinh ngày 5 tháng 5 năm 1983) là một diễn viên người Anh. Anh được biết đến với vai diễn Charles Brandon trong The Tudors (2007–2010) của Showtime, nhân vật Superman (Siêu Nhân) của DC Comics trong Vũ trụ Mở rộng DC, Geralt of Rivia trong loạt phim giả tưởng The Witcher (2019–nay) của Netflix, cũng như Sherlock Holmes trong phim Enola Holmes của Netflix (2020). Cavill bắt đầu sự nghiệp của mình với các vai diễn trong các bộ phim chuyển thể The Count of Monte Cristo (2002) và I Capture the Castle (2003). Sau đó, anh đóng các vai phụ trong một số phim truyền hình, bao gồm The Inspector Lynley Mysteries của BBC, Midsomer Murders của ITV và The Tudors của Showtime. Anh đã xuất hiện trong các bộ phim studio khác, chẳng hạn như Tristan & Isolde (2006), Stardust (2007), Immortals (2011) và Sand Castle (2017).
Cavill đã được quốc tế công nhận với vai diễn Superman trong các phim siêu anh hùng của Vũ trụ Mở rộng DC Man of Steel (2013), Batman v Superman: Dawn of Justice (2016), Justice League (2017) và Zack Snyder's Justice League (2021). Anh cũng đóng vai chính trong các bộ phim điệp viên The Man from U.N.C.L.E. (2015) và Mission: Impossible - Fallout (2018).

## Đầu đời
Cavill chào đời ở đảo Jersey thuộc Quần đảo Eo Biển, là người thứ tư trong năm người con trai. Mẹ anh, Marianne, làm thư ký ở một ngân hàng, và bố anh, Colin, là một nhà môi giới chứng khoán. Anh được giáo dục tại trường St. Michael's ở Saint Saviour, Jersey trước khi vào trường Stowe, một trường nội trú ở Stowe, nước Anh. Anh bắt đầu việc diễn xuất qua các vở kịch ở trường và từng nói rằng nếu không trở thành diễn viên, anh sẽ gia nhập quân đội hoặc vào đại học để học về lịch sử cổ đại, cụ thể là Ai Cập học.
Trong thời gian ở Stowe, Cavill được dịp gặp gỡ nam diễn viên Russell Crowe. Crowe đến ngôi trường để quay những cảnh của bộ phim Proof of Life. Cavill lúc đó được đóng vai phụ, và nhân cơ hội để nhờ Crowe cho lời khuyên về sự nghiệp diễn xuất. Sau này, Cavill và Crowe đã làm việc chung trong bộ phim Man of Steel.

## Đời tư
Ngày 4 tháng 5 năm 2011, bạn gái của Cavill, một vận động viên cưỡi ngựa vượt chướng ngại vật có tên Ellen Whitaker, công bố tin hai người đã đính hôn. Ngày 18 tháng 8 năm 2012, cặp đôi đã chia tay. Cavill bắt đầu hẹn hò với nữ diễn viên và cựu võ sĩ người Mỹ Gina Carano từ tháng 9 năm 2012. Tháng 7 năm 2013, Cavill hẹn hò với nữ diễn viên Kaley Cuoco và chia tay nhau chỉ ít tuần sau đó.
Trong một lần phỏng vấn với TV Guide và một bài báo mạng bởi Daily Record, Cavill chia sẻ anh từng bị bắt nạt vì quá béo khi còn nhỏ. Tuy nhiên, Cavill cho biết mình không để bụng về những kẻ bắt nạt đó.

## Danh sách phim
| Not yet released | Chỉ những tác phẩm chưa phát hành |

### Điện ảnh
| Năm  | Tựa phim                           | Vai diễn                       | Ghi chú         | Nguồn  |
| ---- | ---------------------------------- | ------------------------------ | --------------- | ------ |
| 2001 | Laguna                             | Thomas Aprea                   |                 |        |
| 2002 | The Count of Monte Cristo          | Albert Mondego                 |                 |        |
| 2003 | I Capture the Castle               | Stephen Colley                 |                 |        |
| 2005 | Hellraiser: Hellworld              | Mike                           |                 |        |
| 2006 | Tristan & Isolde                   | Melot                          |                 |        |
| 2006 | Red Riding Hood                    | The Hunter                     |                 |        |
| 2007 | Stardust                           | Humphrey                       |                 |        |
| 2009 | Whatever Works                     | Randy Lee James                |                 |        |
| 2009 | Blood Creek                        | Evan Marshall                  |                 |        |
| 2011 | Immortals                          | Theseus                        |                 |        |
| 2012 | The Cold Light of Day              | Will Shaw                      |                 |        |
| 2013 | Man of Steel                       | Clark Kent / Kal-El / Superman |                 |        |
| 2015 | The Man from U.N.C.L.E.            | Napoleon Solo                  |                 |        |
| 2016 | Batman v Superman: Dawn of Justice | Clark Kent / Kal-El / Superman |                 |        |
| 2017 | Sand Castle                        | Capt. Syverson                 |                 |        |
| 2017 | Justice League                     | Clark Kent / Kal-El / Superman |                 |        |
| 2018 | Mission: Impossible – Fallout      | August Walker / John Lark      |                 |        |
| 2018 | Night Hunter                       | Lt. Walter Marshall            |                 |        |
| 2020 | Enola Holmes                       | Sherlock Holmes                |                 |        |
| 2021 | Zack Snyder's Justice League       | Clark Kent / Kal-El / Superman |                 |        |
| 2022 | Argylle                            | Argylle                        | Post-production | [ 11 ] |
| 2022 | Enola Holmes 2                     | Sherlock Holmes                | Post-production | [ 12 ] |

### Truyền hình
| Năm       | Tựa phim                       | Vai diễn        | Ghi chú                            | Nguồn         |
| --------- | ------------------------------ | --------------- | ---------------------------------- | ------------- |
| 2002      | The Inspector Lynley Mysteries | Chas Quilter    | Episode: "Well-Schooled in Murder" |               |
| 2002      | Goodbye, Mr. Chips             | Soldier Colley  | Television film                    |               |
| 2003      | Midsomer Murders               | Simon Mayfield  | Episode: "The Green Man"           | [ 13 ] [ 14 ] |
| 2007–2010 | The Tudors                     | Charles Brandon | Main role                          |               |
| 2019–nay  | The Witcher                    | Geralt of Rivia | Lead role                          | [ 15 ]        |